# Kamen Rider 555
Kamen Rider 555 (jap. 仮面ライダー555（ファイズ） Kamen Raidā Faizu;  znany też jako Masked Rider Φ's, czyt. fajz) – japoński serial tokusatsu, trzynasta odsłona serii Kamen Rider. Serial powstał przy współpracy Ishimori Productions oraz Toei Company. Emitowany był na kanale TV Asahi od 26 stycznia 2003 do 18 stycznia 2004 roku, liczył 50 odcinków.
Sloganem serii jest "Instynkt do wyścigów" (jap. 疾走する本能 Shissōsuru honnō).

## Opis fabuły
Smart Brain – najpotężniejsza korporacja na świecie postanawia zlikwidować ludzkość za pomocą Orfenoków – następnego stadium ewolucji ludzi. Korporacja tworzy im do pomocy 3 Systemy Riderów (Rider Gear) – Deltę, Faiza i Kaixę, aby odnaleźć zaginionego Króla Orfenoków, który pomoże im naprawić błędy w kodzie genetycznym. Tymczasem systemy te kradnie były szef Smart Brain Hanagata, który następnie rozdaje je swoim wychowankom zwanymi Ryuuseiji (od szkoły Ryuusei do której chodzili). Jednak jest pewien problem – tylko Orfenoki mogą używać tych systemów, normalni ludzie muszą przejść modyfikacje genetyczne by je aktywować.
Głównym bohaterem jest Takumi Inui – młody samotnik, który bez własnej woli zostaje wciągnięty do wojny między Smart Brain a ludźmi. Spotyka Mari Sonodę – jedną z Ryuuseiji, której powierzono jeden z trzech systemów. By ocalić ją od Orfenoków, Takumi przemienia się w Faiza. Od tej pory chłopak znajduje się na celowniku Smart Brain. Takumi i Mari spotykają następnie młodego pracza Keitarō Kikuchiego, który po tym jak Takumi ochronił go przed Orfenokami daje im pracę i mieszkanie i przyłącza się do nich. Wśród Orfenoków również pojawiają się rebelianci, do których należy m.in. Yūji Kiba.

## Bohaterowie
- Takumi Inui (jap. 乾 巧 Inui Takumi) / Kamen Rider Faiz (jap. 仮面ライダーファイズ Kamen Raidā Faizu) – 18-latek, Takumi jest głównym użytkownikiem systemu 555 (Faiz) i główną postacią w serii. W splocie wydarzeń otrzymał od Mari Sonody Faiza i został przez nią zmuszony do jego użycia. Przez jego używanie Faiza do walki z innymi Orfenokami, Smart Brain chce go zabić. Samotnik, nie chce poznawać ludzi, bo boi się, że ich zdradzi. Cichy, spokojny, początkowo nieco nieprzyjemny, nie posiada żadnych marzeń, lecz chce chronić marzenia innych ludzi. Wcześniej zginął potrącony przez samochód, jednak Smart Brain odnalazło jego ciało i przemieniło go w Orfenoka Wilka. Podobnie jak Kiba, jest on zdrajcą Orfenoków i używa mocy by pomagać ludziom, tylko gdy jest to konieczne. Podczas zjazdu Ryūseijich zostają oni zabici przez Orfenoków. Jako że pojawił się wtedy na placu boju, Smart Brain wmówiło mu, że to jest mordercą. Od tamtej pory boi się transformować w Faiza i oddaje go Kibie, póki Mari nie dowiedziała się od Sawady, że to Kitazaki, a nie Takumi spowodował ich śmierć. Pod koniec serii wraz z Miharą i Kibą niszczy Króla Orfenoków. W filmie Takumi traci pamięć i myśli, że nazywa się Takeshi, póki nie odzyskuje pamięci i nie staje się ponownie Faizem.
- Mari Sonoda (jap. 園田 真理 Sonoda Mari) – jedna z Ryūseiji, przybranych dzieci Hanagaty, który powierzył jej Faiza i Autovajina. Jest dość miłą osobą, ale czasem lubi wykorzystywać innych (zwłaszcza Takumiego). Ponieważ jest człowiekiem, Mari nie może używać Faiza, więc oddaje go Takumiemu, który może walczyć z Orfenokami, ale początkowo stawia jej opór. Mimo że jest on Orfenokiem, traktuje go jak przyjaciela. Chciałaby zostać kosmetyczką. W filmie jest jednym z czołowych członków ruchu oporu.
- Keitarō Kikuchi (jap. 菊池 啓太郎 Kikuchi Keitarō) – młody człowiek, którego Takumi i Mari poznają zaraz po aktywacji Faiza. Jego marzenie to szczęście dla wszystkich ludzi. Ma alergię na złych ludzi, tak jak na Orfenoki. Jego rodzice są sprzątaczami, więc Keitarō angażuje w tę robotę także swoich przyjaciół. Pisał z Yuką Osadą i prawie mieli ze sobą romans. W wersji filmowej (alternatywny koniec serii) Keitarō jest jednym z czołowych działaczy opozycji przeciw Smart Brain. Wypija wtedy pewien specyfik, który pozwala na jednorazowe użycie Systemu Ridera, po czym zmienia się w Kaixę. Niestety, po walce System Kaixy zmienia się w piach.
- Yūji Kiba (jap. 木場 勇治 Kiba Yūji) – alternatywny protagonista, młody człowiek, który po wypadku samochodowym zostaje przemieniony przez Smart Brain w Orfenoka Konia, jednak po tym przebywał 2 lata w śpiączce. Gdy z niej wychodzi, jego życie odwraca się do góry nogami - dowiaduje się, że jego rodzice zmarli, a ich firmę sprzedał jego wujek. Na dodatek dziewczyna Kiby znalazła sobie nowego chłopaka, którym jest jego kuzyn. Rozzłoszczony chłopak zabił kuzyna i kiedy odkrył, co zrobił, chciał popełnić samobójstwo, jednak został powstrzymany przez Smart Lady. Kiba zabił też swoją dziewczynę gdy chciała go podać policji. Odszedł od Smart Brain, gdy rozpracował ich ludobójcze taktyki i postanawia z nimi walczyć wraz z dwójką renegatów. Poznaje Takumiego, jednak ich znajomość jest burzliwa z powodu Kusaki, który nabiera obydwu, że są swoimi wrogami. Gdy Takumi przemienił się w formę Orfenoka oddał Kibie Faiza, jednak po pewnym czasie odzyskał pewność siebie. Kiedy Yuka zostaje zaatakowana przez policję Kiba odwraca się od swoich ideałów i postanawia przejąć władzę nad Smart Brain. Zabijając pod koniec serialu Kusakę staje się nowym Kaixą, jednak ginie w walce z Królem Orfenoków. W filmowej wersji końca serialu, Kiba wiedziony chęcią zdobycia siły wraca do Smart Brain i staje się Kamen Riderem Orgą (jap. 仮面ライダーオーガ Kamen Raidā Ōga) jednak ginie ochraniając Takumiego i Mari od gigantycznego Orfenoka.
- Masato Kusaka (jap. 草加 雅人 Kusaka Masato) / Kamen Rider Kaixa (jap. 仮面ライダーカイザ Kamen Raidā Kaiza) – jedyny z Ryūseiji, który przeszedł proces wszczepienia Orfenockiego DNA. Mimo że nie przybył na spotkanie dawnych Ryūseiji, to w księdze pamiątkowej znajdował się jego podpis. W przeszłości był broniony przez Mari, ponieważ często go wyśmiewano. W zamian za to postanowił chronić dziewczynę przed Orfenokami. Twierdzi że wszystkie Orfenoki (nawet Takumi czy Kiba) są złe, a przynajmniej mogą w końcu takimi się stać. Kusaka chce mieć Mari tylko dla siebie, nienawidzi Takumiego i uznaje go za konkurenta i za osobę, którą musi zabić. Jako jedyny używał wszystkich trzech systemów występujących w serialu, jednak Kaixa jest jego głównym. Tylko on, spośród Ryūseiji może używać systemów innych niż Delta, jednak z powodu nadmiernego używania Kaixy, umiera w 48 odcinku podczas walki z Kibą, który zostaje jego następcą jako Kaixa. W filmie również należy do ruchu oporu i nadal używa Kaixy, jednak zostaje zabity przez Psygę. Z powodu swojego podłego charakteru, Kusaka jest przez wielu fanów sagi uznawany za jedną z najbardziej znienawidzonych postaci.
- Yuka Osada (jap. 長田 結花 Osada Yuka) – zdrajczyni Orfenoków. Była poniżana przez swą rodzinę i koleżanki ze szkoły. Jedyne czego by chciała to pokój między ludźmi. Nie wytrzymała psychicznie, upadła ze schodów na śnieg i odrodziła się jako Orfenok Żuraw. Wtedy jeszcze bardziej pogorszyły się stosunki z jej rodziną. Mimo że obiecała Kibie że nie będzie nikogo zabijać, zabijała różne typy spod ciemnej gwiazdy. Pisała z Keitarō, była też nieszczęśliwie zakochana w Kaido. Ginie w 44 odcinku zabita przez Saeko Kageyamę. W filmie to Kaido był w niej zakochany, oboje zostają zabici.
- Naoya Kaidō (jap. 海堂 直也 Kaidō Naoya) – kolejny renegat Orfenoków. Ekscentryczny osobnik, dawniej grał na gitarze, jednak uraz ręki zmusił go do zaprzestania gry. Został przerobiony na Orfenoka Węża. Z racji zdrady i użycia Faiza przeciw Smart Brain, Kaidou trzyma z Kibą i Yūką. Jakiś czas później do jego rąk trafia system Riotrooper, jednak zaprzestaje go używać. On i Takumi to jedyni renegaci, którzy przeżyli w serialu. W filmie zaś zostaje pożarty wraz z Yūką przez ogromnego Orfenoka.
- Shūji Mihara (jap. 三原 修二 Mihara Shūji) / Kamen Rider Delta (jap. 仮面ライダーデルタ Kamen Raidā Deruta) – jeden z Ryūseiji. Z natury głupi, chciał zapomnieć o Orfenokach i zacząć wieść normalne życie. Przyjaźnił się z Riną. Kiedy zostaje wezwany przez Kusakę, Orfenoki atakują Rinę a on przemienia się w Deltę i staje się jego głównym użytkownikiem. Mihara nie występuje w wersji filmowej, podobnie zresztą jak System Delta.
- Rina Abe (jap. 阿部 里奈 Abe Rina) – kolejna z Ryūseiji, przyjaciółka Mihary. Postanowiła użyć Delty jednak bezskutecznie. Rina, Mihara i Mari to jedyni Ryūseiji, którzy przetrwali wojnę ze Smart Brain.

### Orfenoki
- Kyōji Murakami (jap. 村上峡児 Murakami Kyōji)
- Hanagata (jap. 花形)
- Smart Lady (jap. スマートレディ Sumāto Redi)
- Leo (jap. レオ Reo) / Kamen Rider Psyga (jap. 仮面ライダーサイガ Kamen Raidā Saiga)
- Kitazaki (jap. 北崎)
- Itsurō Takuma (jap. 琢磨逸郎 Takuma Itsurō)
- Saeko Kageyama (jap. 影山冴子 Kageyama Saeko)
- J (jap. ジェイ Jei)
- Aki Sawada (jap. 澤田亜希 Sawada Aki)
- Teruo Suzuki (jap. 鈴木照男 Suzuki Teruo)

## Systemy Riderów
| Pas               | Grecka litera | Główny Użytkownik |
| Serial            | Serial        | Serial            |
| ----------------- | ------------- | ----------------- |
| System Faiz       | Φ             | Takumi Inui       |
| System Kaixa      | Χ             | Masato Kusaka     |
| System Delta      | Δ             | Shūji Mihara      |
| System Riotrooper | Ο             | Naoya Kaidō       |
| Film              |               |                   |
| System Psyga      | Ψ             | Leo               |
| System Orga       | Ω             | Yūji Kiba         |
| Pokaz sceniczny   |               |                   |
| System Alpha      | α             | Kobieta           |
| System Beta       | β             | Mężczyzna         |
| System Gamma      | γ             | Mężczyzna         |

Sprzęt używany w serii do przekształcenia jest nazywany Systemem Riderów (jap. ライダーギア Raidā Gia; Rider Gear). Został on stworzony do noszenia przez Orfenoków chroniących swojego króla. Każdy System składa się z pasu znanego jako Driver używanego do tworzenia zbroi chroniącej użytkownika i wzmacniającej jego siłę i umiejętności, a także dodatkowych urządzeń. Motywem zbroi są litery alfabetu greckiego. Pasy posiadają również możliwość wpisania kodów sterujących (głównie przez klawiaturę numeryczną komórki), które mogą aktywować różne zbroje i bronie.
Serial skupia się na trzech Systemach: Faiz, Kaixa i Delta. W serialu Hanagata, przybrany ojciec Ryūseiji i były szef Smart Brain, próbował utworzyć kilka nowych Systemów, używając dwóch zaginionych ludzi do przetestowania dwóch pierwszych. Dwa pasy nie zdołały utworzyć Zbroi Ridera, powodując śmierć noszącego. W filmie Kamen Rider 555: Paradise Lost, wprowadzono dwa dodatkowe Systemy Riderów: Psyga i Orga, ponadto nie pojawia się system Delta (który powstał po premierze filmu).
W serialu pojawiają się 3 systemy stworzone przez Smart Brain, oraz kilka systemów zwanych Riotrooper. Jedyną osobą, która użyła podczas akcji serialu każdego z trzech systemów jest Masato Kusaka.

### 555: Faiz
System Faiz (jap. ファイズギア Faizu Gia; Faiz Gear) jest drugim systemem stworzonym przez Smart Brain. Jest nieco słabszy od Kaixy i Delty pod względem siły, jednak, w porównaniu z nimi, jest bardziej rozbudowany i kompatybilny z nowym sprzętem, dzięki czemu, a także pod względem możliwości zmiany formy, jest on najpotężniejszym ze wszystkich systemów. Faiz jest tytułowym i jednocześnie pierwszym systemem, który pojawił się w serialu. Używać go w pełni mogą jedynie Orfenoki; ludzie z wszczepionym DNA Orfenoków mogą stać się Faizem jedynie na krótki czas, gdyż system stopniowo zaczyna owe DNA wypalać. Faiz nie może być używany przez normalnych genetycznie ludzi – po próbie aktywacji system wykrywa brak obecności orfenockiego DNA i odrzuca człowieka.
Faiz jest jedynym systemem, który potrafi przy pomocy dodatków przybrać inne formy – za pomocą Axel Watcha przybiera formę Axel, a przy pomocy Blastera formę Blaster. Jest ponadto jedynym systemem, który może kontaktować się z satelitą Smart Brain za pomocą umieszczonego w kasku urządzenia zwanego Global Feelerem. System jest zasilany za pomocą specjalnego płynu zwanego Krwią Fotonową płynącą po zbroi w Żyłach Fotonowych, które są w podstawowej formie czerwone, w formie Axel białe, a w formie Blaster czarne. Oczy Ridera są w kształcie połówek koła, duże i żółte (w formie Axel stają się czerwone). Zbroja jest zbudowana z odpornych materiałów zwanych Sol Gąbką i Sol Metalem (w pierwszych dwóch formach są one czarne, w formie Blaster stają się czerwone), a część osłaniającą klatkę piersiową zwie się Metalowymi Płucami, srebrnymi we wszystkich formach. System Faiza jest wzorowany na greckiej literze Φ (fi), hełm kształtem przypomina świetlika. Kod zbroi to 555.
Głównym i pierwszym użytkownikiem Faiza w serialu jest główny bohater – Takumi Inui. Takumi jest również jedynym użytkownikiem Faiza, który przemienił się w Formę Blastera, a także jego jedynym użytkownikiem w wersji kinowej. System ten był używany też przez inne postaci:
- Akaia (Orfenoka Kaktusa) – został zabrany Takumiemu w 3 odcinku, jednak ten go odzyskał, po czym zniszczył Akaia.
- Naoyę Kaidō – zwiedziony szansą zaprezentowania się przed Smart Brain ze strachu o swoje życie zabrał Faiza Takumiemu i zaczął likwidować nieaktywne Orfenoki; system został mu odebrany przez Keitarō i zwrócony Takumiemu.
- Itsurō Takumę – użył skradzionego przez Kaidō i Kobayashiego Faiza i wraz z Kageyamą, która użyła Kaixy zaczął walkę z Takumim i Kusaką, którego pobili i uprowadzili na przesłuchanie. System ten został Takumie odebrany przez Hanagatę w podziemiach siedziby Smart Brain (szkole Ryūsei) i zwrócony ratującemu Kusakę Takumiemu.
- Masato Kusakę – odebrał go obezwładnionemu przez siebie Takumiemu i użył go żeby nabrać Kibę, że Takumi jest jego przeciwnikiem, zaś Takumiemu wmówić, że to Kiba zabrał mu Faiza.
- Yūjiego Kibę – używał go w zastępstwie za niezdecydowanego do walki Takumiego, który okazał się być Orfenokiem i który w obawie przed dyskryminacją przestał go używać i oddał go Kibie. Kiba używając Faiza ocalił Takumiego przed Murakamim, a następnie zwrócił mu system.

W skład całego Systemu Faiz wchodzą następujące części:
- SB-555B Faiz Driver (jap. ファイズドライバー Faizu Doraibā) – pas służący do tworzenia Krwi Fotonowej, przemiany w Faiza, a także przechowywania niektórych gadżetów.
- SB-555P Faiz Phone (jap. ファイズフォン Faizu Fon) – telefon komórkowy będący bezpośrednim kontrolerem całego systemu. Żeby zmienić się w Faiza użytkownik musi wbić kod 5-5-5, potwierdzić go, wypowiedzieć "Henshin!", a następnie wsadzić ten telefon do Faiz Drivera. Faiz Phone może być wyciągnięty z pasa i po rozłożeniu stać się małym pistoletem z możliwością połączenia z Faiz Pointerem. Faiz Phone służy również do przechowywania Pamięci Zadaniowej (jap. ミッションメモリ Misshon Memori), małej metalicznej karty służącej do aktywacji innych broni Faiza. Urządzenie jest też kompatybilne z Faiz Blasterem i służy do jego aktywacji.
- SB-555V Autovajin (jap. オートバジン Ōtobajin) – motocykl Faiza wyposażony w sztuczną inteligencję. Może przemienić się w robota bojowego. W swojej kierownicy przechowuje Faiz Edge, jedną z broni Faiza, zaś na swoim bagażniku może wieźć Faiz Blastera. Został zniszczony przez Króla Orfenoków w ostatnim odcinku. Jego nazwa jest grą japońskich odpowiedników słów motocykl (オートバイ Ōtobai) i człowiek (人 jin).
- SB-555H Faiz Edge (jap. ファイズエッジ Faizu Ejji) – jednoręczny miecz świetlny Faiza z ostrzem koloru czerwonego zrobionego z materiału zwanego Sol Szkłem. Jest trzymany zakamuflowany jako jedna z rączek od kierownicy Autovajina, a żeby aktywować miecz, Faiz musi tę rączkę wyciągnąć i następnie umieścić w niej Pamięć Zadaniową. Przy użyciu Zwiększonego Zasilania, Faiz może wykonać swój zabójczy atak mieczem zwany Sparkle Cut. Broń ta działa również w formie Axel.
- SB-555C Faiz Shot (jap. ファイズショット Faizu Shotto) – kastet Faiza, trzymany po lewej stronie Faiz Drivera zakamuflowany jako aparat fotograficzny. Po wsadzeniu do niego Pamięci Zadaniowej i użyciu Zwiększonego Zasilania Faiz może wykonać zabójcze uderzenie pięścią zwane Grand Impact. Broń ta działa również w formie Axel.
- SB-555L Faiz Pointer (jap. ファイズポインター Faizu Pointā) – kolimator Faiza, trzymany po prawej stronie Faiz Drivera zakamuflowany jako luneta. Może być doczepiony do Faiz Phone'a gdy ten jest rozłożony w pistolet. Aktywuje się go poprzez wsadzenie Pamięci Zadaniowej, wówczas Faiz doczepia go do prawej łydki i po aktywowaniu Zwiększonego Zasilania może wykonać swoje zabójcze kopnięcie - Crimson Smash.
- SB-555W Faiz Axel Watch (jap. アクセル腕時計 Akuseru Udedokei) – specjalny zegarek, za pomocą którego Faiz może aktywować Formę Axel poprzez zamianę w Faiz Phonie swej oryginalnej Pamięci Zadaniowej na tę przechowywaną w Axel Watchu. Po aktywowaniu stopera w zegarku Faiz osiąga na 10 sekund hiperprędkość, po czym po upływie tego czasu powraca do swej normalnej formy.
- SB-VX0 Jet Sliger (ジェットスライガー Jetto Suraigā) - motocykl bojowy przystosowany do Systemu Delta. Jako że Takumi podczas walki z przemienionym w Deltę Kitazakim wezwał innego Jet Sligera, zachodzi podejrzenie, że był on produkowany masowo. Podczas owej walki maszyna ta została zniszczona przez Kitazakiego.
- SB-555T Faiz Blaster (ファイズブラスター Faizu Burasutā) - działo połączone z funkcją miecza laserowego, najpotężniejsza broń Faiza, która umożliwia mu przejście w Formę Blaster. Wyglądem przypomina tylny bagażnik do motocykla. Podobnie jak Faiz Phone, Faiz Blaster jest wyposażony w klawiaturę numeryczną, co pozwala użytkownikowi na wpisywanie kodów aktywujących rozmaite funkcje. Aby aktywować Formę Blaster, należy w urządzeniu umieścić Faiz Phone'a, a następnie wystukać i potwierdzić na Faiz Blasterze kod 5-5-5. Aktywacja Zwiększonego Zasilania pozwala na wykonaniu zabójczych ataków, w zależności od uruchomienia funkcji działa (wystrzał zwany Photon Buster) lub miecza (cięcia Photon Breaker), a nawet funkcji kolimatora (kopnięcie Blaster Crimson Smash). Jak zostało pokazane w ostatnim odcinku Forma Blaster może być aktywowana bez uprzedniej przemiany w Faiza.

System ten przetrwał wojnę ze Smart Brain i prawdopodobnie nadal jest w rękach Takumiego.

### 913: Kaixa
System Kaixa (jap. カイザギア Kaiza Gia; Kaixa Gear) jest trzecim systemem stworzonym przez Smart Brain. Jest nieco fizycznie silniejszy i wytrzymalszy od Faiza, jednak nie jest aż tak silny jak Delta. Kaixa to drugi system, który pojawił się w serialu. Używać go w pełni mogą jedynie Orfenoki lub ludzie, którzy dokładnie przeszli proces wszczepienia orfenockiego DNA. Pozostali, czyli niedokładnie zmodyfikowani, mogą użyć systemu tylko przez krótką chwilę, jednak zaraz po tym umierają, tak jak zwykli ludzie, którzy bez powodzenia próbowali stać się Kaixą. Mimo to, system osłabia zdrowotnie nawet dokładnie przerobionych i w końcu także ich prowadzi do śmierci. Kaixa jest jedynym systemem, który został zniszczony, zarówno w serialu, jak i w filmie. System ten uchodzi za przeklęty, gdyż prawie wszyscy jego użytkownicy zmarli w trakcie akcji serialu.
System jest zasilany za pomocą specjalnego płynu zwanego Krwią Fotonową płynącą po zbroi w Żyłach Fotonowych, które są żółte i, w przeciwieństwie do Faiza, występują podwójnie. Oczy Ridera są fioletowe, duże i w kształcie 1/3 koła, przedzielone ponadto dużym znakiem Χ. Zbroja jest zbudowana z odpornych materiałów zwanych Sol Gąbką i Sol Metalem, a część osłaniającą klatkę piersiową zwie się Metalowymi Płucami (wszystkie części są czarne, z wyjątkiem Metalowych Płuc, które są srebrne). System Kaixy jest wzorowany na greckiej literze Χ (chi), a także na szerszeniu. Kod zbroi to 913.
Głównym użytkownikiem Kaixy w serialu jest Masato Kusaka. Mimo że w serialu Kusaka użył Kaixę dopiero jako trzeci z kolei, w filmie był jego pierwszym użytkownikiem. System ten był używany też przez inne postaci:
- Kiyotakę Nishidę – Ryūseiji, był on jego pierwszym użytkownikiem, jednak z racji tego, że w przeciwieństwie do Kusaki tylko częściowo wszczepiono mu DNA Orfenoka, system wykrył w nim to i spowodował jego śmierć na oczach kilku Ryūseijich.
- Kōta Takamiya – inny Ryūseiji, użył Kaixy w rozpaczy po śmierci Nishidy, użycie systemu także i jego doprowadziło do śmierci.
- Saeko Kageyamę – użyła skradzionego przez Kaidō i Kobayashiego Kaixę i wraz z Takumą, który użył Faiza zaczęła walkę z Takumim i Kusaką, którego pobili i uprowadzili na przesłuchanie. System ten został Kageyamie odebrany przez Hanagatę w podziemiach siedziby Smart Brain (szkole Ryūsei) i zwrócony Kusace, który dodatkowo otrzymał Kaixa Pointera.
- Yūjiego Kibę – stał się ostatnim użytkownikiem Kaixy po tym, jak zabił Kusakę w 48 odcinku. Podczas walki z Królem Orfenoków w ostatnim odcinku, Kiba wraz z Kaixą zostają zniszczeni.
- Keitarō Kikuchiego (tylko film) – Keitarō po śmierci Kusaki wypił specyfik pozwalający człowiekowi na jednorazowe użycie systemu Ridera i stał się Kaixą, jednak po walce z powodu skutków ubocznych leku system Kaixy zamienia się w piach, choć Keitarō przeżył.

W skład całego Systemu Kaixa wchodzą następujące części:
- SB-913B Kaixa Driver (jap. カイザドライバー Kaiza Doraibā) – pas służący do tworzenia Krwi Fotonowej, przemiany w Kaixę a także przechowywania niektórych gadżetów.
- SB-913P Kaixa Phone (jap. カイザフォン Kaiza Fon) – telefon komórkowy będący bezpośrednim kontrolerem całego systemu. Żeby zmienić się w Kaixę użytkownik musi wbić kod 9-1-3, potwierdzić go, wypowiedzieć "Henshin!", a następnie wsadzić ten telefon do Kaixa Drivera. Kaixa Phone może być wyciągnięty z pasa i po rozłożeniu stać się małym pistoletem. Służy również do przechowywania Pamięci Zadaniowej (jap. ミッションメモリ Misshon Memori), małej metalicznej karty służącej do aktywacji innych broni Kaixy.
- SB-913V Side Bassher (jap. サイドバッシャー Saido Basshā) – pojazd Kaixy będący motocyklem z bocznym koszem po lewej stronie. Może przemienić się w maszynę bojową.
- SB-913X Kaixa Blaygun (jap. カイザブレイガン Kaiza Bureigan) – jednoręczny miecz świetlny Kaixy z ostrzem koloru żółtego zrobionego z materiału zwanego Sol Szkłem. Broń ta może być też używana jako pistolet laserowy. Z wyglądu przypomina literę X oraz cyfrę 4. Jest trzymany po prawej stronie Kaixa Drivera. Żeby aktywować miecz użytkownik musi umieścić w Blaygunie Pamięć Zadaniową. Przy użyciu Zwiększonego Zasilania, Kaixa może wykonać swój zabójczy atak mieczem - Xeno Clash.
- SB-913C Kaixa Shot (jap. カイザショット Kaiza Shotto) – kastet Kaixy, trzymany po lewej stronie Kaixa Drivera zakamuflowany jako aparat fotograficzny. Po wsadzeniu do niego Pamięci Zadaniowej i użyciu Zwiększonego Zasilania Kaixa może wykonać zabójcze uderzenie pięścią zwane Grand Impact.
- SB-913L Kaixa Pointer (jap. カイザポインター Kaiza Pointā) – kolimator Kaixy, trzymany z tyłu Kaixa Drivera zakamuflowany jako mała lornetka. Kusaka otrzymał go od Hanagaty w podziemiach siedziby Smart Brain. Aktywuje się go poprzez wsadzenie Pamięci Zadaniowej, wówczas Kaixa doczepia go do prawej łydki i po aktywowaniu Zwiększonego Zasilania może wykonać swoje zabójcze kopnięcie zwane Gold Smash.

### 333: Delta
System Delta (jap. デルタギア Deruta Gia; Delta Gear) jest pierwszym systemem stworzonym przez Smart Brain. Jest nieco fizycznie silniejszy i wytrzymalszy od Faiza i Kaixy, jednak w porównaniu z nimi jest o wiele mniej rozbudowany. Niewątpliwą zaletą systemu Delta jest to, że może być użyty przez każdą osobę, nawet ludzi. W przeciwieństwie do Kaixy czy Faiza, używanie Delty nie czyni uszczerbku na zdrowiu. Od innych systemów Delta różni się też kolorem płomienia, jaki powstaje na ciele zabitego Orfenoka (ofiary Faiza i Kaixy płoną na niebiesko, a Delty na czerwono). System ten jest trzecim jaki pojawił się w serialu, ale też jedynym, jaki nie pojawił się w filmie.
System jest zasilany za pomocą specjalnego płynu zwanego Krwią Fotonową płynącą po zbroi w Żyłach Fotonowych, które są białe (przy transformacji mają niebieski kolor) i występują potrójnie. Oczy Ridera są czerwone, duże i w kształcie 2/3 koła, przedzielone odgórnie częścią przypominającą trójkąt. Zbroja jest zbudowana z odpornych materiałów zwanych Sol Gąbką i Sol Metalem, a część osłaniającą klatkę piersiową zwie się Metalowymi Płucami (wszystkie części są czarne). System Delty jest wzorowany na greckiej literze Δ (delta), a także na rohatyńcu atlasie. Kod zbroi to 333.
Głównym użytkownikiem Delty, choć szóstym z kolei, jest Shūji Mihara, używający go z małymi przerwami od 34 odcinka. System ten nie uległ zniszczeniu w ostatnim odcinku i prawdopodobnie nadal jest w rękach Mihary. Innymi użytkownikami systemu byli:
- Kyōsuke Tokumoto i Ken Arai - używali Delty przed jego debiutem, zabierali sobie system wzajemnie wraz z Riną, powodując ostatecznie trafienie Delty w ręce Kimury.
- Saya Kimura - użyła Delty w 26 odcinku aby zabić Orfenoka. Zauważając zmiany chorobowe, chciała oddać system Takumiemu. Kiedy ten wraz z Kusaką odbywał walkę przeciw Takumie i Kageyamie, postanowiła zmienić się w Deltę ponownie, jednak zanim to zrobiła została zabita przez Sawadę.
- Kitazaki - odebrał system bohaterom i używał go do walki z nimi przez kilka odcinków, po czym pozbył się Delty gdy mu się znudził.
- Masato Kusaka - użył go raz do walki przeciw dwóm Orfenokom Żukom.
- Takumi Inui - użył go jeden raz aby pomóc Rinie i Miharze.
- Rina Abe - przemieniła się w Deltę na krótką chwilę w 39 odcinku, po czym pas został strącony przez Kitazakiego.
- Kyōji Murakami - zabrał Deltę Miharze i użył go do walki z Kusaką i Takumim, jednak zostaje przez nich pokonany, a system trafia z powrotem do Mihary.

W skład systemu Delta wchodzą:
- SB-333B Delta Driver (デルタドライバー Deruta Doraibā) - pas służący do tworzenia Krwi Fotonowej oraz przemiany w Deltę. W jego środku jest umieszczona Pamięć Zadaniowa (ミッションメモリ Misshon Memori), mała metaliczna karta służąca do pełnej aktywacji Delta Blastera.
- Delta Blaster (デルタブラスター Deruta Burasutā) - pistolet laserowy, podstawowa i jedyna broń Systemu Delta będąca połączeniem Delta Phone'a i Delta Movera. Po umieszczeniu w nim Pamięci Zadaniowej i wypowiedzeniu słowa "Check", które aktywuje Zwiększone Zasilanie, Delta może wykonać swoje zabójcze kopnięcie zwane Lucifer Hammer. Broń ta spełnia również te same funkcje, co Delta Phone.
  - SB-333P Delta Phone (デルタフォン Deruta Fon) - moduł kontroli Systemu Delta przypominający uchwyt pistoletu. Urządzenie to różni się od innych modułów przemiany tym, że nie jest telefonem komórkowym- wszystkie kody lub komendy wprowadza się głosowo. Delta Phone przemienia użytkownika w Deltę po wypowiedzeniu przez niego słowa "Henshin" i umieszczeniu w Delta Moverze uprzednio przyczepionym do Delta Drivera. Delta Phone służy również do aktywacji innych broni Delty.
  - SB-333DV Delta Mover (デルタムーバー Deruta Mūbā) - urządzenie przypominające cyfrową kamerę wideo umieszczone po prawej stronie Delta Drivera. Służy jako pośredni moduł do aktywacji procesu przemiany w Deltę po umieszczeniu w nim Delta Phone'a. Obydwa urządzenia razem tworzą Delta Blastera. Delta Mover posiada z prawej strony gniazdo na Pamięć Zadaniową.
- SB-VX0 Jet Sliger (ジェットスライガー Jetto Suraigā) - motocykl bojowy przystosowany do Systemu Delta, aktywowany przez wypowiedzenie kodu  3-8-2-1. Maszyna ta była prawdopodobnie produkowana masowo, o czym świadczy pojawienie się drugiego Jet Sligera, który został wezwany przez Faiza.

### Riotrooper
- Riotrooper –
  - Użytkownicy: Naoya Kaidō (jedyny znany) i 5 innych Orfenorków (w serialu), 10 tysięcy Orfenorków (w filmie).

### Systemy filmowe
- 315: Psyga –
  - Użytkownicy: Leo.
- 000: Orga –
  - Użytkownicy: Yūji Kiba.

### Armia Riotrooperów
W serialu pojawiają się produkowane seryjnie pasy transformacji Smart Buckle, które umożliwiają użytkownikowi przekształcenie się w Riotroopera (jap. ライオトルーパー Raiotorūpā). Riotrooperzy po raz pierwszy pojawili się w filmie, występują także pod koniec serii telewizyjnej.

### Kody
Każdy zestaw Pasów jest dodatkowo zakodowany, oprócz tego, że może być używany wyłącznie przez Orfenoków. Kody te, wprowadzane przez komórkę dołączoną do każdego z Pasów, to zestaw cyfr, które odnoszą się do motywu każdego Systemu.
Dla Systemu Faiz kodem wejściowym jest 5-5-5 – "fives" lub "piątki", fonetycznie podobne do słowa Faiz. Dla Systemu Kaixa kodem jest 9-1-3, który można odczytać jako "ka-i-sa" (grecka litera "Chi" jest wymawiana po angielsku jak "Kaj"). Telefon Systemu Delta jest aktywowany głosem, ale mimo to jego kod został ustalony na 3-3-3 jako odniesienie do greckiej litery delta, trójkąta.
Japoński system odczytywania cyfr goroawase był również używany w Systemie Psyga, gdzie kod 3-1-5 jest odczytywany jako "sa-i-go". Kodem systemu Orga, wzorowanego na omedze - ostatniej literze greckiego alfabetu, jest 0-0-0 (0 jest ostatnią cyfrą na telefonie komórkowym).

## Odcinki
1. Początek podróży (旅の始まり Tabi no hajimari)
2. Siła pasa (ベルトの力 Beruto no chikara)
3. Sen króla (王の眠り･･･ Ō no nemuri..)
4. Moje imię (おれの名前 Ore no namae)
5. Oryginał (オリジナル Orijinaru)
6. Trzech na trzech (３人×３人 Sannin tai sannin)
7. Siła marzeń (夢の力 Yume no chikara)
8. Strażnik marzeń (夢の守り人 Yume no mamoribito)
9. Przybycie prezesa (社長登場 Shachō tōjō)
10. Tajemniczy Rider (謎のライダー Nazo no Raidā)
11. Tajemniczy pas (謎のベルト Nazo no beruto)
12. Szkoła Ryuusei (流星塾 Ryūseijuku)
13. Przyjaciel czy wróg (敵か味方か Teki ka mikata ka)
14. Duch Takumiego (巧の意地 Takumi no iji)
15. Upadły idol - Fi kontra Chi (落ちた偶像~ φ's vs χ Ochita gūzō ~ Faizu tai Kai)
16. Ludzkie serce (人間の心 Ningen no kokoro)
17. Takumi, przebudź się (巧、復活 Takumi, fukkatsu)
18. O krok od śmierci (九死に一生 Kyūshi ni isshō)
19. Sprawiedliwość czysta jak łza (純白の正義 Junpaku no seigi)
20. Piękny zabójca (美しき刺客 Utsukushiki shikaku)
21. Rozpędzająca się dusza (加速する魂 Kasoku suru tamashii)
22. Wyznanie Masato (雅人の告白 Masato no kokuhaku)
23. Fałszywa przyjaźń (偽りの友情 Itsuwari no yūjō)
24. Wrota do ciemności (闇への扉 Yami e no tobira)
25. Mroczne laboratorium (闇の実験室 Yami no jikkenshitsu)
26. Przybycie Delty (デルタ登場 Deruta tōjō)
27. Rozpad szkoły Ryuusei (流星塾分裂 Ryūseijuku bunretsu)
28. Koniczyna zła (暗黒の四葉 Ankoku no yotsuba)
29. Doskonały motor (超絶バイク Chōzetsu baiku)
30. Pułapka Masato (雅人の罠 Masato no wana)
31. Łzy origami (折り紙の涙 Origami no namida)
32. Splecione więzi (絡み合う糸 Karamiau ito)
33. Mari umiera (真理、死す Mari, shisu)
34. Prawdziwa postać (真実の姿 Shinjitsu no sugata)
35. Zagadka odrodzenia (復活の謎 Fukkatsu no nazo)
36. Przywrócone wspomnienia (蘇る記憶 Yomigaeru kioku)
37. Sprawiedliwość Kaixy (カイザの正義 Kaiza no seigi)
38. Zabłąkana dusza (彷徨える魂 Samayoeru tamashii)
39. Faiz 2 (ファイズ２ Faizu Tsū)
40. Dowód człowieczeństwa (人間の証 Ningen no akashi)
41. Porywanie rozpoczęte (捕獲開始 Hokaku kaishi)
42. Złamane skrzydła (折れた翼 Oreta tsubasa)
43. Czerwony balon (赤い風船 Akai fūsen)
44. Ostatnia wiadomość (最後のメール Saigo no mēru)
45. Przebudzenie króla (王の目覚め Ō no mezame)
46. Nowy prezes (新社長登場 Shin shachō tōjō)
47. Przybycie króla (王の出現 Ō no shutsugen)
48. Bohaterska śmierć Masato (雅人、散華 Masato, sange)
49. Znak zniszczenia (滅びゆく種 Horobiyuku shu)
50. Moje marzenie (俺の夢 Ore no yume)

## Media

### Film
- Kamen Rider 555: Paradise Lost (jap. 劇場版　仮面ライダー555　パラダイス・ロスト Gekijōban Kamen Raidā Faizu: Paradaisu Rosuto)

Premiera: 16 sierpnia 2003 r.

### Hyper Battle Video
Kamen Rider 555: Hyper Battle Video (jap. 仮面ライダー５５５（ファイズ）　ハイパーバトルビデオ Kamen Raidā Faizu Haipā Batoru Bideo) przedstawia boom box nazwany Faiz Sounder opracowany przez korporację Smart Brain, który pojawia się w pralni, w której pracują Takumi, Mari i Keitarō. Urządzenie zmusza wszystkich do śpiewu i tańca.

### S.I.C. Hero Saga
Historia poboczna S.I.C. Hero Saga dotycząca 555 była publikowana w magazynie Monthly Hobby Japan pod tytułem Kamen Rider 555: Lost World (jap. MASKED RIDER 555 -ロスト・ワールド- Kamen Raidā Faizu -Rosuto Wārudo-). Służyła ona jako prolog do alternatywnej historii 555: Paradise Lost i przedstawiała nową postać Riotrooper Ver. 2 (jap. ライオトルーパーver.2 Raiotorūpā ver.2). Historia publikowana była od października 2005 r. do stycznia 2006 r.
Rozdziały
- Faiz (jap. ファイズ Faizu)
- Kaixa (jap. カイザ Kaiza)
- Delta (jap. デルタ Deruta)
- Psyga (jap. サイガ Saiga)

### Gra wideo
Gra wideo oparta na serii została wyprodukowana przez firmę Bandai na PlayStation 2. Jest to bijatyka, w której występuje wiele postaci z serialu. Posiada kilka trybów rozgrywki dla jednego lub dwóch graczy. Została wydana tylko w Japonii pod koniec emisji serialu, 18 grudnia 2003 roku.

### Muzyka
Opening
- "Justiφ's"

Słowa: Shōko Fujibayashi
Kompozycja: Kazuto Stō
Aranżacja: Kōtarō Nakagawa
Wykonanie: ISSA (z DA PUMP)
Odcinki: 2-49
Ending
- "Dead or alive"

Słowa: Shōko Fujibayashi
Kompozycja: Katsuya Yoshida
Aranżacja: Akio Kondō
Wykonanie: Shin'ichi Ishihara
Odcinki: 2-20
- "The people with no name"

Słowa: Shōko Fujibayashi, m.c.A.T (rap)
Kompozycja: Cher Watanabe
Aranżacja: RIDER CHIPS
Wykonanie: RIDER CHIPS featuring m.c.A.T
Odcinki: 21-32, 39
- "EGO ~ eyes glazing over"

Słowa: Shōko Fujibayashi
Kompozycja i aranżacja: Cher Watanabe
Wykonanie: ICHIDAI (z ROLL DAYS)
Odcinki: 33-38, 41-48
- "Justiφ's -Accel Mix-"

Słowa: Shōko Fujibayashi
Kompozycja: Kazuto Satō
Aranżacja: Kazunori Miyake
Wykonanie: ISSA (z DA PUMP)
Odcinki: 40, film

## Obsada
- Takumi Inui: Kento Handa
- Mari Sonoda: Yuria Haga (także Mio Suzuki w Kamen Rider Kiva)
- Keitarō Kikuchi: Ken Mizorogi
- Yūji Kiba: Masayuki Izumi
- Masato Kusaka: Kōhei Murakami
- Shūji Mihara: Atsushi Harada (także Shō Tatsumi/Go Zielony w Kyūkyū Sentai GoGoFive)
- Naoya Kaidō: Mitsuru Karahashi (także Jūzō Fuwa w Samurai Sentai Shinkenger)
- Yūka Osada: Yoshika Katō
- Rina Abe: Rie Kasai
- Smart Lady: Hitomi Kurihara (także Nanako Shimada w Kamen Rider Ryuki)
- Kyōji Murakami: Katsuyuki Murai
- Itsurō Takama: Jun Yamasaki (także Tōru Hōjō w Kamen Rider Agito)
- Saeko Kageyama: Waka
- Kitazaki: Rei Fujita
- J: Kenneth Duria
- Aki Sawada: Gō Ayano
- Hanagata: Kōji Naka (także Kaku w Gosei Sentai Dairanger)
- Teruo Suzuki: Kayato Watanabe